# 프란시스코 파체코
프란시스코 파체코(Francisco Pacheco, 1564년 11월 3일 ~ 1644년 11월 27일)는 스페인의 화가이다. 디에고 벨라스케스와 아론소 카노의 스승으로도 잘 알려져 있다. 성상뿐만 아니라 동시대의 예술 작품에 대한 자세한 설명이 담긴 그의 논문은 17세기 스페인 예술 연구의 중요한 자료이다.
파체코가 운영하던 학교는 종교적 대상을 상상이 아니라 그대로 표현하는데 중점을 두었으며 이는 그가 세비야 이교도 심문소 담당관이었기 때문이다. 때문에 그의 작품은 기념비적인 의미를 갖고 있지만 상상력을 자극하지는 않는다는 평이 있다.
디에고 벨라스케스의 경우 파체코 문하생으로 6년간 지냈고 그의 딸인 후아나와 1618년 결혼하기도 했으나 그 작품에서 파체코의 형태는 드러나지 않는다.

## 참고자료
- Priscilla E. Muller, Francisco Pacheco: His development as a painter (Hispanic Society of America)